# Мигулинская
Мигу́линская — станица в Верхнедонском районе Ростовской области.
Административный центр Мигулинского сельского поселения, включающего также хутор Подгорский.

## География
Расположена на правом берегу реки Дон, в юго-западной части Верхнедонского района.

## История
Исследователи полагают, что возраст станицы Мигулинской превышает 200 лет, её относят к древним казачьим поселениям Дона. Сохранилось упоминание в документах 1696 года о Мигулином городке, который был расположен на левой стороне Дона. Территория Мигулина городка находится на расстоянии 7 верст от территории, на которой расположена станица. Почему городок получил такое название — точно не известно, но существуют версии, что так могло произойти из-за Мигулинской горы, которая расположена неподалёку. С 1747 года началось ходатайство о переносе станицы, которое было удовлетворено спустя несколько лет. Станица была перенесена на правую сторону Дона. На первом месте расположения станицы Мигулинской существовала деревянная церковь во имя святителя Николая. Новый храм начал строиться в 1801 году, и в 1807 году его строительство было завершено. При церкви состоялось строительство каменного караульного домика. Административно входила в состав Донецкого округа области Войска Донского.
В 1864 году в 14 км от станицы найден Мигулинский клад.
К 1914 году население станицы Мигулинской вместе с хуторами составляло свыше 30 тысяч человек. Во время первой мировой войны многие мужчины были мобилизованы. В 1930-е годы в станице появилось электричество, тракторы и телефонная связь. В 1940-е годы станица Мигулинская была оккупирована. После окончания войны территория станицы стала расстраиваться, было восстановлено сельское хозяйство, велась постройка новых домов. В период с 1934 года по 1962 год станица Мигулинская была административным центром Мигулинского района, который впоследствии стал частью Верхнедонского.

## Население
| 1959 | 1989  | 2002  | 2010  |
| ---- | ----- | ----- | ----- |
| 2301 | ↘2096 | ↘1728 | ↘1417 |

### Известные уроженцы
- Бабкин, Александр Иванович (1882—1974) — донской казак, участник Первой мировой войны (полковник, 1916), и гражданской войны (генерал-майор, 1921), начальник войскового штаба Всевеликого войска Донского

- Кузнецов, Иван Филиппович (1928—1989) — участник Великой Отечественной войны, полный кавалер ордена Славы, самый молодой (17 лет) из кавалеров ордена Славы трех степеней.
- Липодаев, Иван Алексеевич (21.05.1904, ст. Мигулинская — 08.01.1968, Москва) — советский военачальник, участник Великой Отечественной войны, генерал-лейтенант[6].
- Мирошников, Владимир Терентьевич (17.08.1928) — юный разведчик партизанского отряда «Донской казак». В 14 лет помогал партизанам с переправой через Дон, водил по лесам, добывал документы из немецкого штаба дивизии. Благодаря украденной оперативной карте удалось узнать о подготовке форсирования Дона в районе х. Красный Яр. За это Владимир был представлен к награждению боевым орденом Красной Звезды. Его сестра Екатерина Мирошникова так же помогала разведчикам.
- Попов, Пётр Харитонович (1867—1960) — генерал, Походный Атаман Войска Донского.
- Скориков, Григорий Петрович (1920—2000) — советский военачальник, маршал авиации.
- Улитин, Павел Павлович (1918—1986) — русский писатель.
- Шурупов, Аркадий Николаевич (1918) — полковник, участник Великой Отечественной войны, Почётный гражданин городов Болгарии — Добрича и Сливена.